# 李叔同

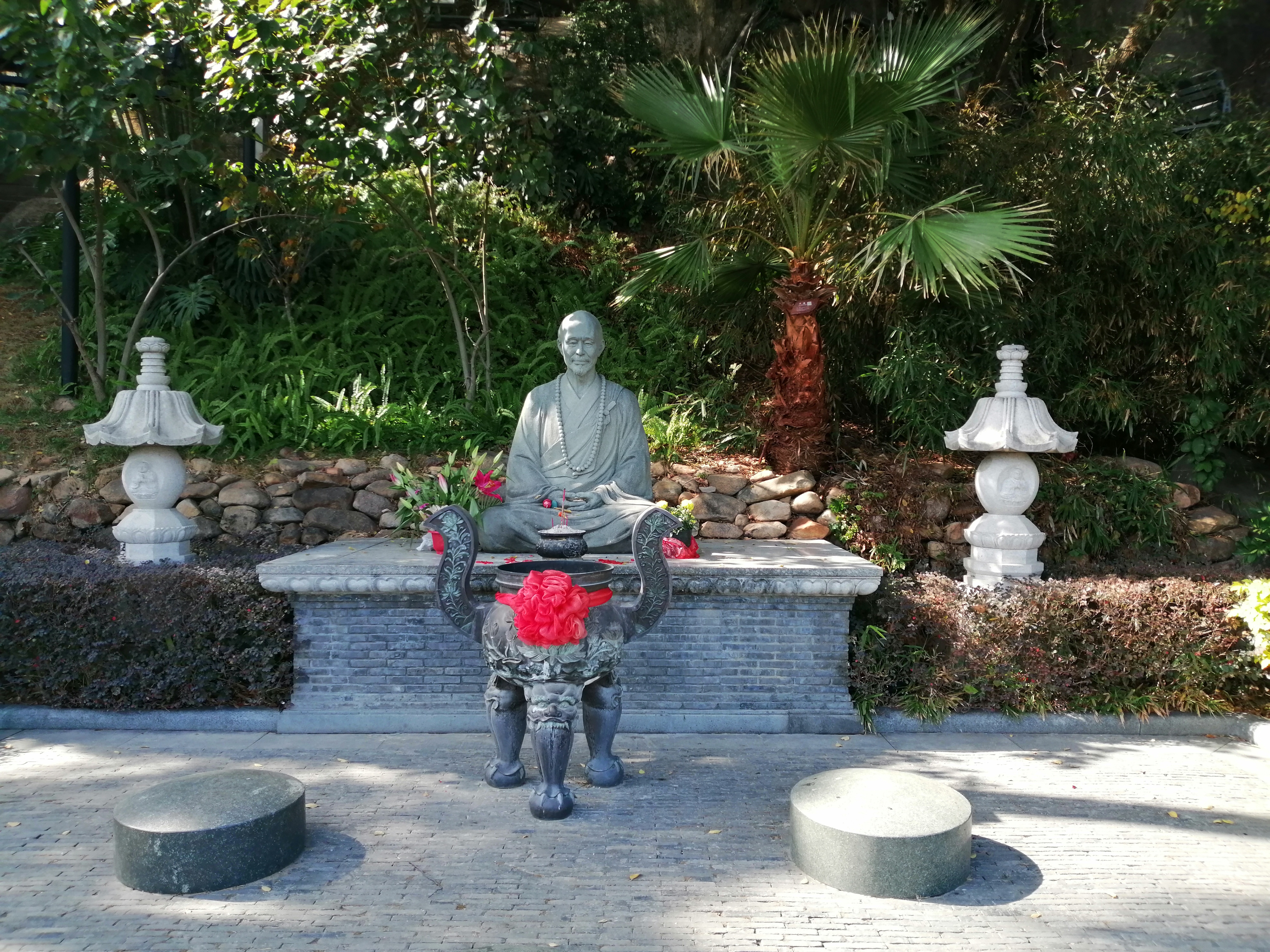
厦门鼓浪屿弘一大师纪念园内的李叔同塑像。

釋弘一（1880年10月23日—1942年10月13日），俗名李叔同，谱名文涛，幼名成蹊，学名广侯，字息霜，别号漱筒，出家后法名演音，号弘一，晚號晚晴老人，天津人，中国畫家、音樂家、劇作家、書法家、篆刻家、詩人、藝術教育家、漢傳佛教（南山律宗）僧侶。弘一法师的音乐代表作《送别》，广为传唱，成为经典歌曲。

## 名號由來
- 晚晴：取自李義山詩句「天意憐幽草，人間重晚晴」。

## 生平

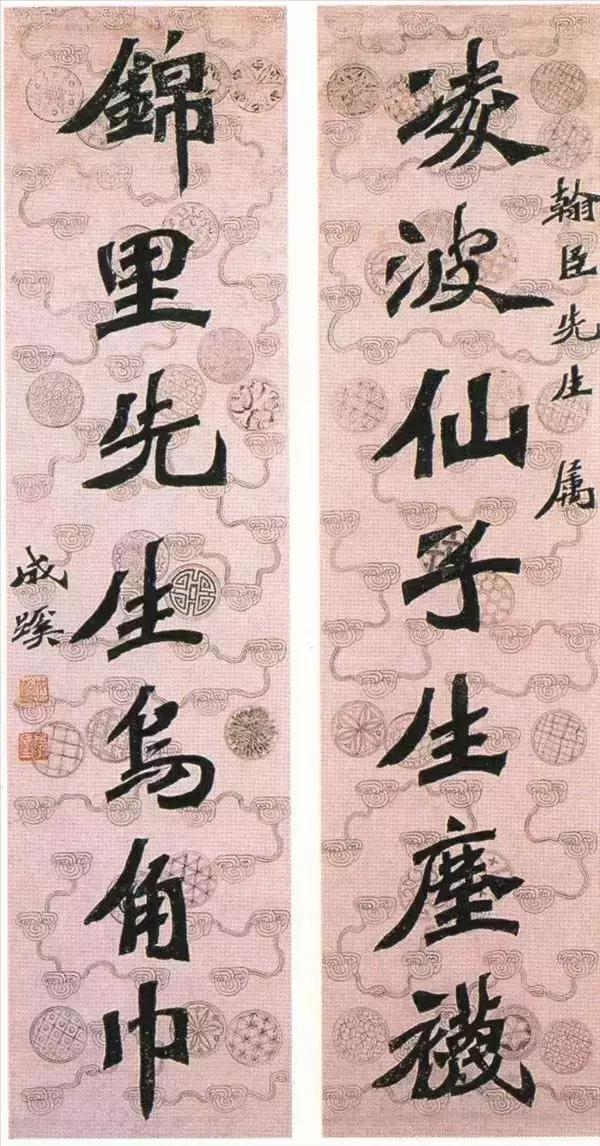
他早期的書法作品

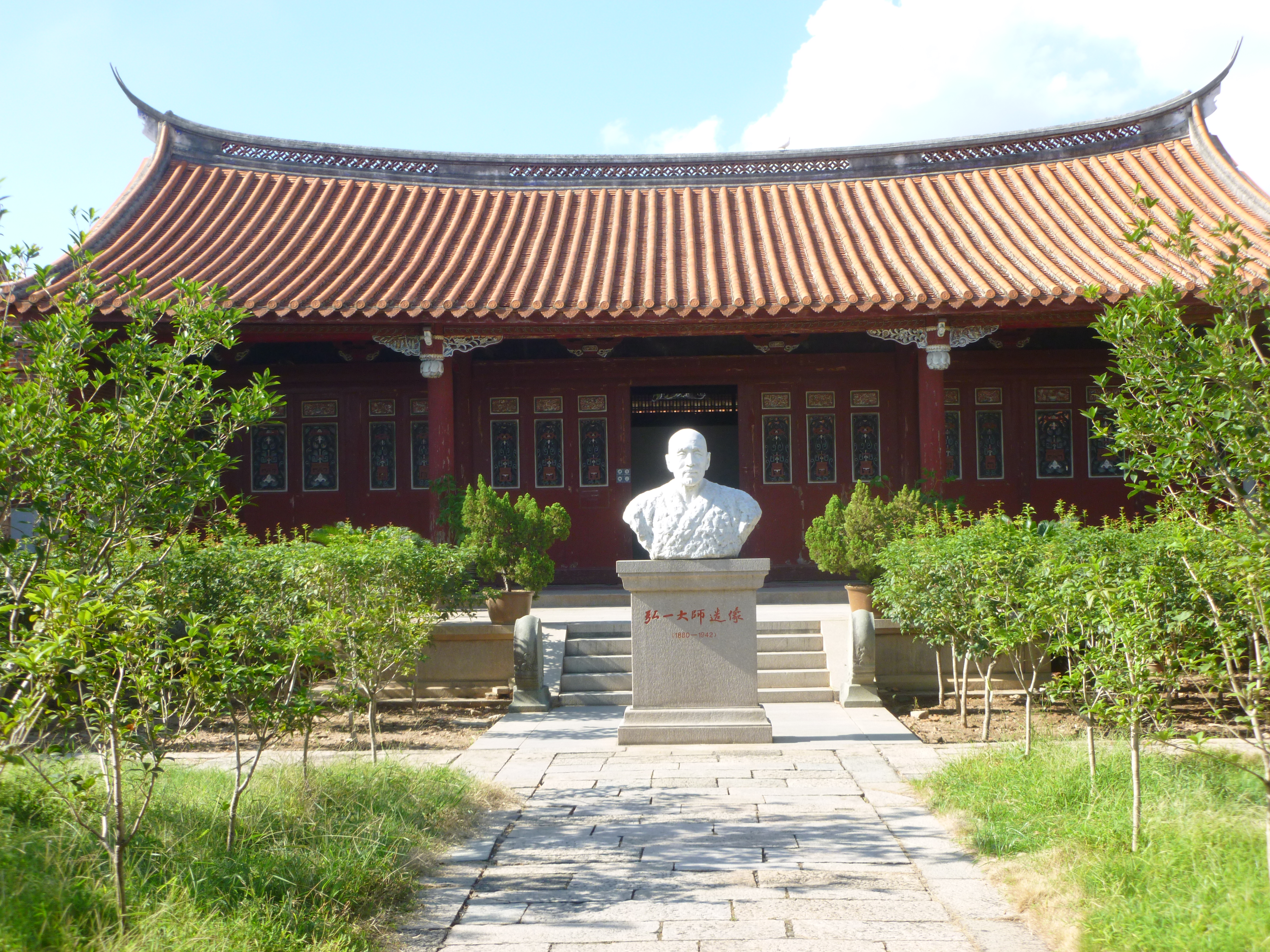
泉州开元寺内的弘一法师纪念馆

1880年10月23日（農曆九月二十），他出生於直隸省天津道天津府天津縣。他的父親是李世珍，李世珍於同治四年中进士，後任官吏部主事，也在天津從事於食鹽貿易事業，同時經營银号等。他是他父親的第三個孩子。他的母親是父親的側室王氏。1884年9月23日（農曆八月初五），他的父親因病逝世。1885年，他跟隨他的二哥李文熙，一同接受傳統啟蒙教育；他當時能輕易背誦中國古典文學作品，知道他相關事蹟者，都對其感到訝異。
1887年，曾於普陀山出家之王孝廉返回天津，並定居位於當地之無量庵。他大侄子的妻子跟隨王孝廉學習《大悲咒》、《往生咒》等，他在旁邊一同聆聽。同時，他也跟隨乳母劉氏讀誦《名賢集》。他又跟隨常雲莊學習，讀《孝經》、《毛詩》等。此後；他又讀《唐詩》、《千家詩》、《四書》、《古文觀止》、《爾雅》等。十三歲時，他學習篆文。十五歲時，他吟誦出「人生犹似西山日，富貴終如草上霜」等詩句。當時，他十分喜愛貓。

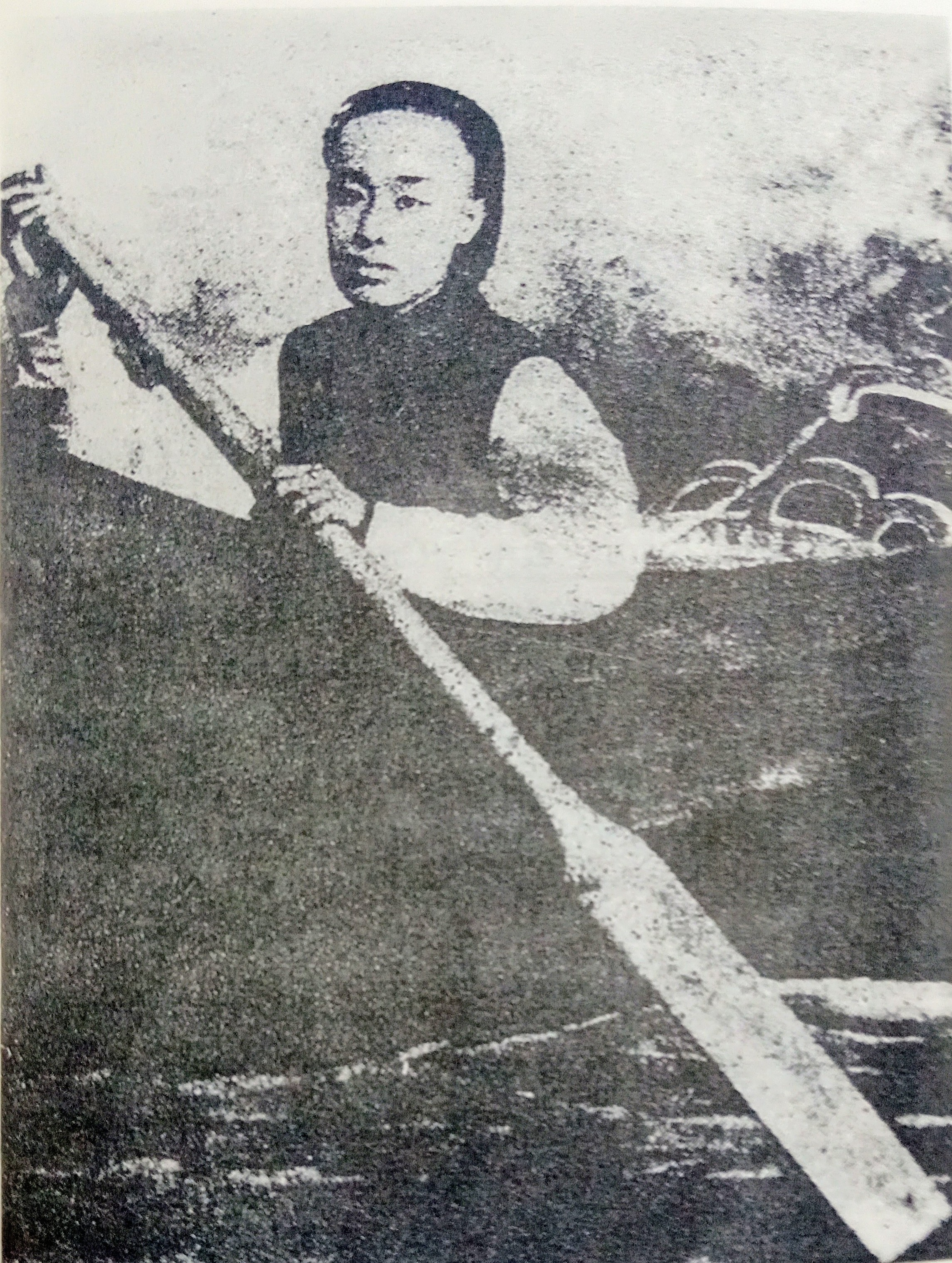
李叔同1896年攝於天津

1898年，他前往上海，参与“上海书画公会”、“沪学会”等組織，並曾就读于南洋公学（交通大学滬校前身）。

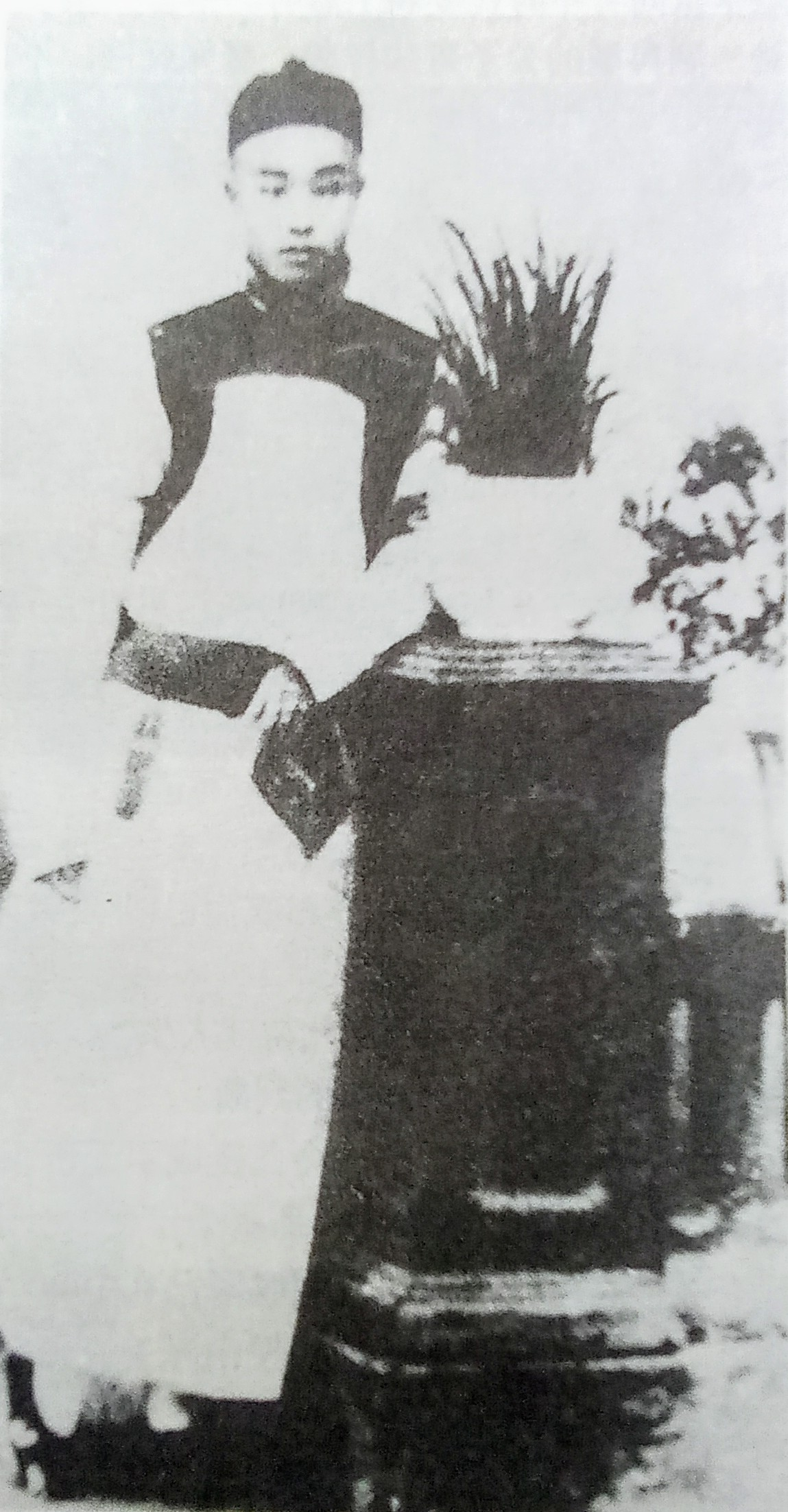
李叔同1898年攝於天津

1905年，他远渡日本，留学于东京美术学校和東京音乐学校（东京艺术大学前身），专攻西洋绘画和音乐。1906年，他与同学曾孝谷创办业余话剧团体“春柳社”，演出《茶花女》，开中国话剧之先河。留学日本期间，他曾因病返回天津休养。
1910年（一说1911年），他携日本籍妻子春山淑子（一说福基）归国。之后，他曾於天津北洋高等工业学堂、直隶模范工业学堂等校擔任教员。翌年，他於上海城东女子学校擔任音乐教员。
1912年，他於浙江省立第一师范学校擔任音乐及美术教师。
1915年，应江谦之聘請，他開始于南京高等師範學校（今南京大學前身）擔任教師，教授图画、音乐等，同時於浙江两级师范擔任教師。
1918年，他在杭州虎跑寺剃度出家，吃素念佛，弘扬律宗，並著有《南山律在家备览》。出家后，他於艺术活動方面，只保留了书法。他的妻子在他出家后返回日本。

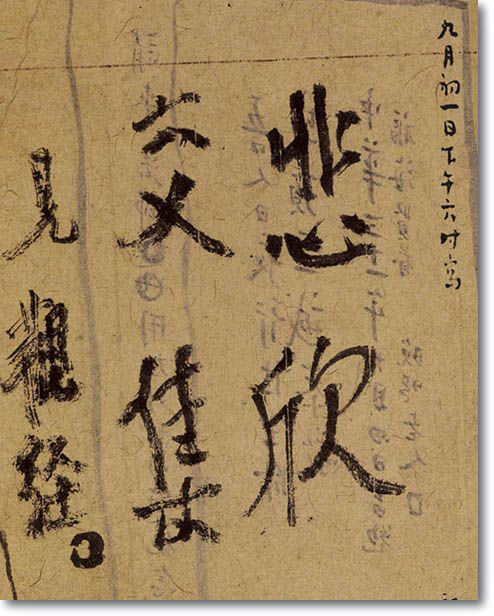
弘一大師绝笔“悲欣交集见观经”

1942年10月10日約18時，他于泉州開元寺之溫陵養老院写下“悲欣交集见观经”，並将之託付與妙莲法师。三日后，他於當地圆寂。 圆寂后，其舍利分葬于泉州圆寂处和杭州虎跑定慧寺，前者于1952年迁至泉州清源山的弘一法师舍利塔内供奉，文化大革命中舍利塔被毁，1979年重建。

## 家庭
- 妻子：俞蓉兒(1878-1922)
  - 长子：李葫芦
  - 次子：李準
  - 三子：李端

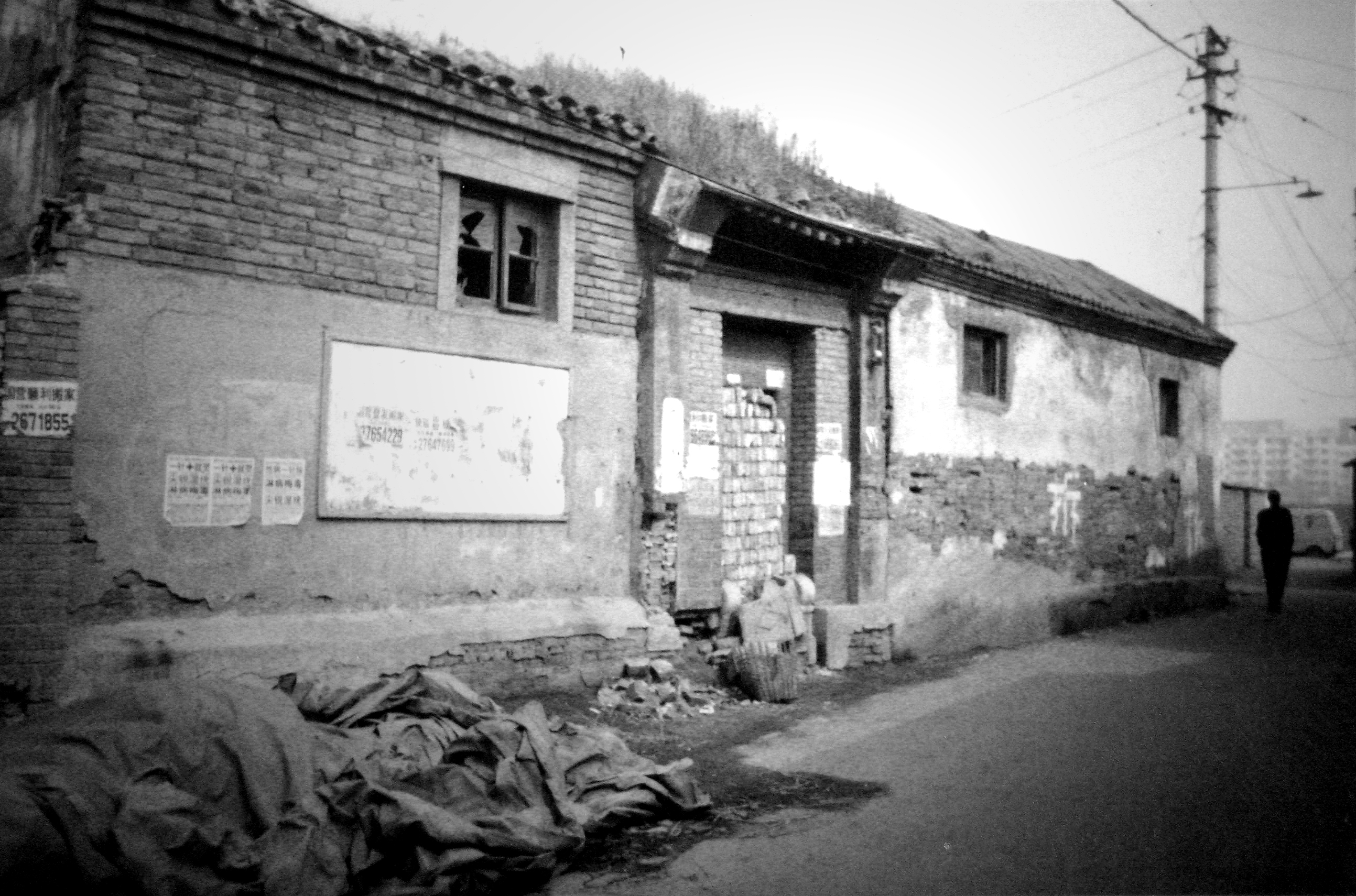
天津李叔同故居拆迁前之外觀

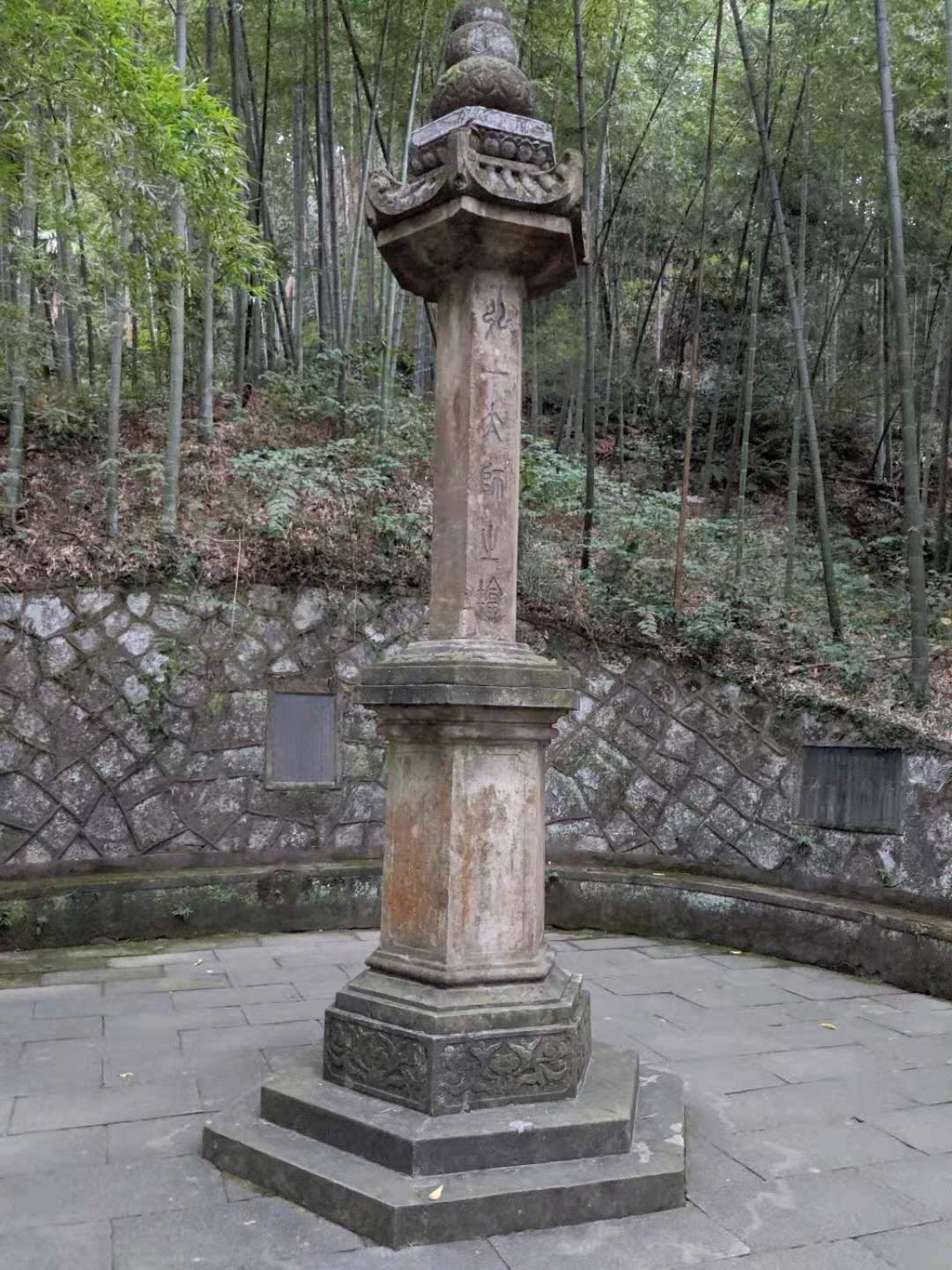
弘一大师舍利塔（杭州）

1897年，他遵從母親指示，与天津卫芥园俞家茶庄的茶商之女俞蓉儿成婚；俞蓉儿长叔同二岁。後來，俞蓉儿過世于1922年。1899年，他的长子李葫芦出生後隨即夭折。1900年农历九月十九（11月10日），次子李準出生。1904年12月9日（农历十一月初三）三子李端出生。
- 妻子：春山淑子(1890-1996)
  - 女兒：春山油子(1918-2020)

1905年，他的生母王氏病逝。同年秋，他前往日本留学，在东京美术学院学习美术绘画。後結識日本籍女性並與之結婚。

## 成就
他是近代中國藝術界的重要人物及早期先驅之一。他將油画、钢琴、话剧等引介入中國，同時擅長於书法、诗词、國畫、音樂、篆刻、文学、金石學等。
他所填词命名之《送别》，至今仍廣為人知。他於1913年寫作词曲之《春游》，是中国音乐史上最初的多声部音乐作品之一。
同时，他也將人体写生等西方美术教育方法，以及现代音乐教育方法等，引入中國，並培养出丰子恺、潘天寿、劉質平、吴梦非等藝術家。
晚年，他对漢傳佛教做出巨大贡献，尤其是在提升律宗於（漢傳）佛教中的地位方面；他著有《四分律比丘戒相表记》、《南山律在家备览》，并親身加以实践，成为恪守佛门“三千威仪，八万细行”的典范之一，被許多佛教徒推崇为「中興南山律宗第11代世祖」。

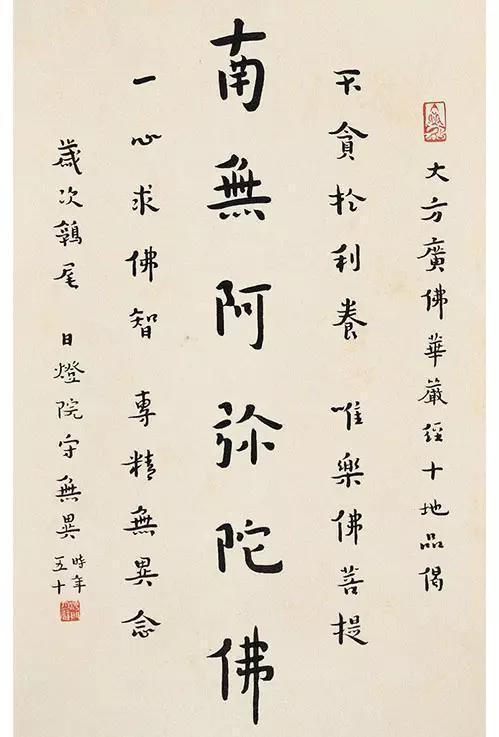
他在約五十歲時創作的書法作品

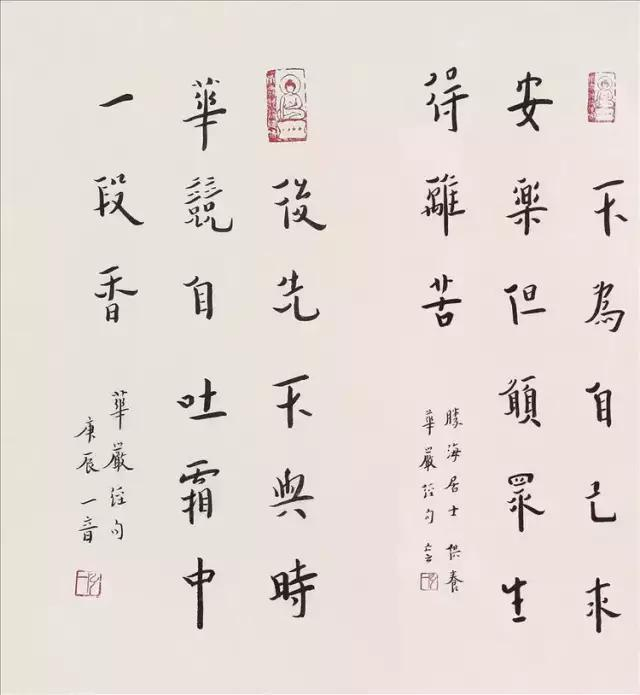
他晚年的書法作品

## 評價
- 太虚大师赠偈：“以教印心，以律严身，内外清净，菩提之因”。
- 赵朴初评价他对文艺和佛教的贡献：“深悲早现茶花女，胜愿终成苦行僧。无尽奇珍供世眼，一轮明月耀天心”[10]:9。

## 作品
佛學著作
- 《四分律比丘戒相表記》
- 《南山律在家備覽》
- 《蕅益大師年譜》[11]
- 《藥師如來法門》
- 《地藏菩薩聖德大觀》
- 《弘一大師晚晴集》

画册
- 《乐石集》
- 《李叔同印存》
- 《護生畫集》（与豐子愷等共同創作，並予以题诗）

论文
- 《图画修得法》
- 《水彩画法说略》

作曲填词
- 《春游》（1913年）

填词（作词）
- 《送别》(1914年）：為送別摯友許幻園而作。
- 《憶兒時》
- 《祖国歌》（1902年）：学堂乐歌知名作品之一，旋律采用“老六板”。
- 《清凉歌集》

作曲
- 《三宝歌》（太虚大師作词）
- 《大哉一诚天下动》（江谦作词）：南京大学校歌
- 温州中学校歌（朱自清作词）

詩作
- 《金縷曲 · 披髮佯狂走》
- 《喝火令》
- 《題夢仙花卉橫幅》
- 《詠菊》
- 《秋柳》
- 《臨終遺弟子劉質平》
- 《滿江紅 · 皎皎崑崙》
- 《孤山歸寓成小詩書扇貽王海帆先生》
- 《和宋貞題城南草原圖韵》
- 《清平乐·赠许幻园》

## 相关影视作品
- 《一轮明月》（2005年）：电影，由濮存昕飾演
- 《弘一法師》（1995年）：電視劇，導演潘霞，由佟瑞欣飾演
- 《菩提禪心歌仔戲·高僧傳·弘一法師》（2017年）：由孫翠鳳飾演